# John Joseph Glennon
John Joseph Glennon, irski rimskokatoliški duhovnik, škof in kardinal, * 14. junij 1862, Kinnegad, † 9. marec 1946.

## Življenjepis
20. decembra 1884 je prejel duhovniško posvečenje.
14. marca 1896 je bil imenovan za škofa pomočnika Kansas Cityja in za naslovnega škofa Pinare; 29. junija istega leta je prejel škofovsko posvečenje.
27. aprila 1903 je bil imenovan za nadškofa pomočnika Saint Louisa; nadškofovski položaj je nasledil 13. oktobra istega leta.
18. februarja 1946 je bil povzdignjen v kardinala in imenovan za kardinal-duhovnika S. Clemente.